# Квітка Цісик
Кві́тка Ці́сик (англ. Kvitka Cisyk, також Kacey Cisyk від ініціалів К. С.; 4 квітня 1953, Квінз, Нью-Йорк — 29 березня 1998, Мангеттен, Нью-Йорк) — американська співачка українського походження, популярна виконавиця рекламних джинґлів у США, оперна та блюзова співачка, виконавиця українських народних і популярних пісень. Пісня «You Light Up My Life», яку вона виконала для однойменного фільму, отримала 1978 року «Оскар» і «Золотий глобус» у категорії «Найкраща пісня до фільму», а також номінувалася на нагороду «Греммі» в категорії «Пісня року».

## Життєпис

### Дитинство та юність
Народилася 4 квітня 1953 року в нью-йоркському районі Квінз (нейборгуд Озон-Парк) в сім'ї Іванни (до шлюбу Лев) та Володимира Цісиків — післявоєнних емігрантів із заходу України.
Батько з дитинства навчав доньок грати на скрипці та фортепіано. Так Квітка пізнала скрипку в чотири роки. Її сестра Марія Цісик стала відомою піаністкою, була директоркою Консерваторії Сан-Франциско, вела майстер-класи в Карнеґі-холі.
Квітка ж, крім гри на скрипці в акомпануванні сестри Марії, опановувала сценічне мистецтво в балетній школі відомої балерини Роми Прийми-Богачевської (головна роль у балеті-казці «Попелюшка», 1967 рік; балетна сцена опери «Анна Ярославна» в Карнеґі-холі, 1969 рік), співала в хорі, займалася вокалом. У хорі Квітка часто співала з малим Майклом Джексоном. Крім того, займалася кінним спортом.
Дитячі та юнацькі роки Квітка Цісик провела за звичними для української емігрантської родини школярсько-вишкільними заняттями. У будні Цісик навчалася в американській стандартній школі, а щосуботи прямувала до «Школи українознавства» (Озон-Парк), куди її записали батьки, намагаючись зберегти зв'язок з батьківщиною та українським народом. Крім того, більшість українського емігрантського юнацтва мала за честь перебувати в рядах пластунів, де їхні наставники продовжували виховувати та спрямовувати в любові до України. Які б заробітки не мала українська родина в еміграції, справою честі було відкласти кошти на літній табір для дитини. Не була винятком й родина Цісиків. З 7 до 16 років юна пластунка Квітка відвідувала ці тритижневі табори в горах — жили в наметах, щовечора збиралися довкола великої ватри, вчили українські пісні, пізнавали українські обряди та звичаї. У «Пласті» вона здобула ступінь пластунки-розвідувачки. 1967 року організувала з дівчат 30-го куреня імені «Софії Галечко» в Нью-Йорку (Улад пластунів-юнаків та пластунок-юначок, УПЮ) співочий гурт «Соловейки», яким керувала протягом трьох років. До складу гурту входили пластунки-розвідувачки Реня Сафіян, Віра Самощак, Христя Зимна, Марійка Гой, Марійка Костів, Ліда Прокоп, Марта Навроцька, Ліда Голюка, Уляна Ільницька й Оксана Шуль. Дівчата виконували пластові, народні та популярні пісні, акомпануючи собі на гітарах.
Квітка Цісик виступала з гуртом на пластових таборах, різноманітних великих культурних заходах української громади — юнацька Орликіада та Свято Весни; оселя «Вовча тропа» в Іст-Чатгемі під час приїзду верховного архієпископа кардинала Йосипа Сліпого; вишивані вечорниці; вечір самодіяльності з нагоди 20-річчя Пластової станиці в Нью-Йорку (на плівку записані українські народні пісні, але їх доля невідома); вечір молодих талантів у Літературно-мистецькому клубі в Нью-Йорку. Але через свою постійну музичну зайнятість Цісик поступово залишає «Пласт». У зрілому віці закладений у дитинстві вишкільний український фундамент відіграв чималу роль у творчій натурі співачки.

### Навчання
Після закінчення 1970 року Вищої школи музики і мистецтва у Нью-Йорку Квітка Цісик навчалася протягом одного року в Гарпер-коледжі — складовій частині Університету штату Нью-Йорк у Бінгемтоні (англ. State University of New York at Binghamton, SUNY at Binghamton), де в той час її старша сестра Марія викладала гру на фортепіано. Тоді вона вже мала кілька записаних власних пісень.
В січні 1971 року ініціативним комітетом (голова — Любомир Зобнів), який складався переважно зі студентів Гарпер-коледжу, до Дня соборності України створено телевізійну програму «Думки про Україну» (англ. «Thoughts of Ukraine»). Сценарій підготували Марія Цісик (викладачка музики) та Марія («Міма») Коропій (аспірантка з французької мови; ведуча української програми на радіо). У програмі представлені українські народні танці; прозвучали поеми Тараса Шевченка, пісні у виконанні Квітки Цісик під гітарний супровід Богдана Соханя (студент з Нью-Йорка) та Юрія Турчина (студент Ратґерського університету), пісні під супровід фортепіано Марії Цісик. Окремі виступи були гармонійно об'єднані фотографічним матеріалом з України та фоновою музикою, яку вибрала та відтворила для програми Марія Цісик. Ввечері 22 січня програма «Думки про Україну» вийшла в ефірі WINR-TV.
Липень-серпень 1971 року Цісик провела в Бельгії на шеститижневому семінарі «Європейська опера» (англ. European Opera Seminar), вигравши стипендію SUNY на стажування в Гентській консерваторії за ролі в студентських оперних постановках. У Генті вона студіювала оперний спів поруч з такими зірками нью-йоркської Метрополітен-опера як тенор Вільям Льюїс (директор семінару), диригент Мартін Ріх, сопрано Марія Дорньє та меццо-сопрано Мерилін Горн; співала в оперній постановці «Ріголетто» Верді. Це дало молодій співачці можливість під час студій безпосередньо спостерігати за їхньою професійною роботою. У кінці навчального семестру відбувся сольний виступ Квітки Цісик, за який вона отримала схвальні відгуки у свідоцтві, виданому після стажування.
Повернувшись з Бельгії, продовжила навчання в нью-йоркській Школі музики Маннеса по класу скрипки. Але, зрештою, пісня переважила. Через рік Цісик покинула скрипку та перейшла на навчання по класу академічного співу. Згодом, віддаючи шану батькові, Квітка Цісик в одному з інтерв'ю так прокоментувала свій вчинок: «Я мала його пальці й техніку, але мріяла співати, і досі почуваюся винною, що покинула скрипку…». Вчилась у відомого хранителя та популяризатора віденської оперної традиції Себастьяна Енгельберга. 1974 року закінчила Маннес-коледж. За час навчання декілька разів була стипендіаткою братсько-допомогового Українського народного союзу, як член 457 відділу.
Співачка мала рідкісне колоратурне сопрано. За оцінками музикознавців, голос Цісик мав неймовірний вокальний тембр, у якому виділявся особливий, дзвінковий обертон, притаманний лише сопрановій колоратурі; рідкісний вокальний тембр Цісик містив у собі очевидні скрипкові тони. До того ж, Квітка вміла співати так званим «білим голосом» — своєрідною манерою жіночого фольклорного співу, яку можна почути в карпатських селах. У Цісик є кілька пісень в альбомі «Пісні України», заспіваних «білим голосом».

### Творча діяльність

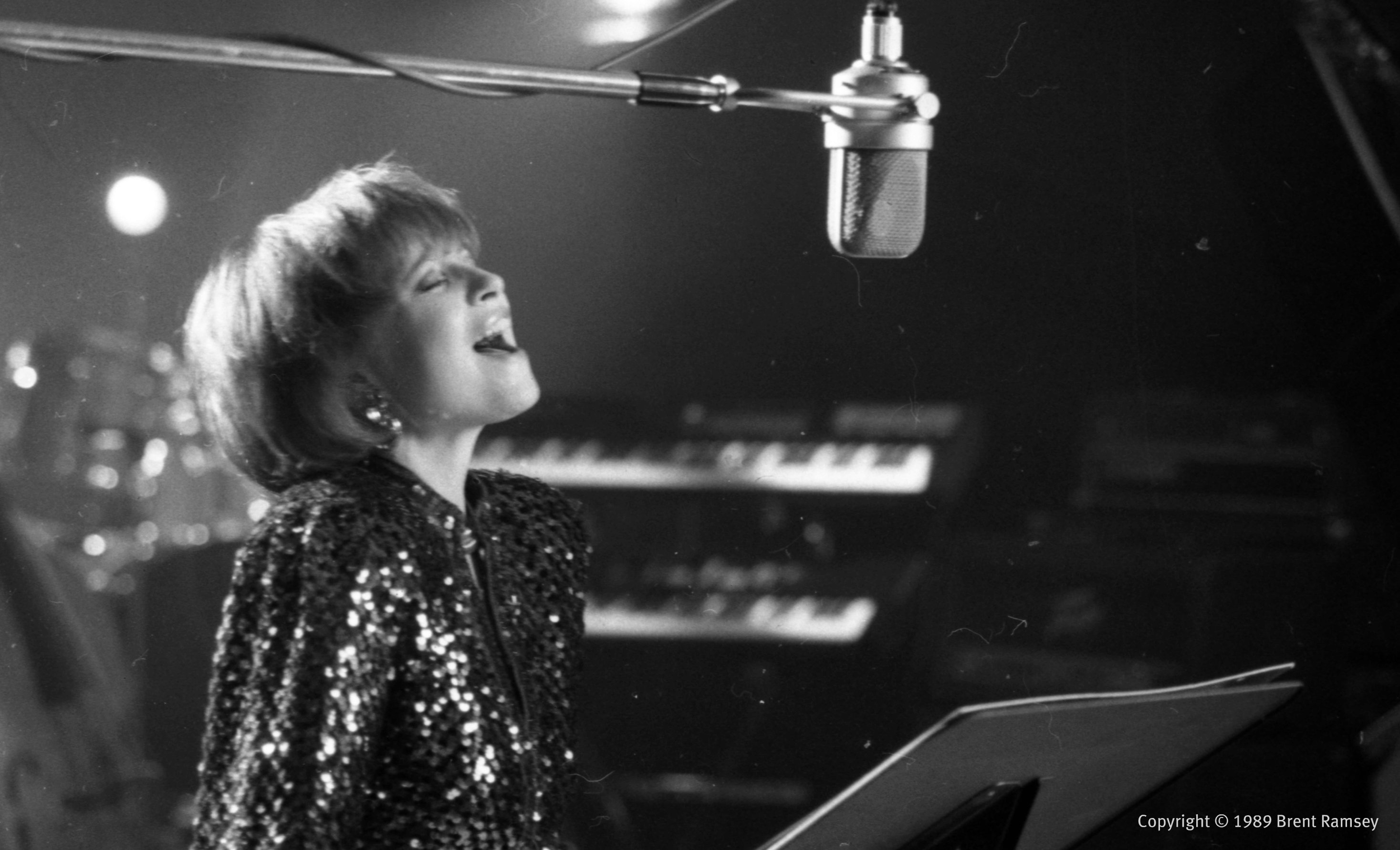
Квітка Цісик співає під час зйомок «Have You Driven a Ford Lately?»

Під час зйомок «Have You Driven a Ford Lately?»

1971 року, після смерті батька від інсульту, потреба заробляти на життя звернула сімнадцятирічну співачку з оперного шляху у світ джинґлу. Певний час вона виступала в клубах Нью-Йорка та не втомлювалась надавати свої записи продюсерам і рекламним агенціям для прослуховування; багато разів співала оригінальні мелодії Юрія Турчина для «Радіо Свобода» — записи робились під егідою Юрія Денисенка, який на той час працював ді-джеєм на радіостанції. Це, зрештою, принесло позитивні результати. У середині 1970-х років Квітка Цісик увірвалася у світ реклами на телебаченні та радіо, де її чекала справжня американська слава.
Ще студенткою, взявши псевдонім Кейсі, не відчувала жодних труднощів у різних музичних стилях. Її почали запрошувати джазові, поп- і рок-зірки. Цісик допомагала Роберті Флек, Бобу Джеймсу, Девіду Сенборну, Майклу Болтону, Карлі Саймон, Лінді Ронстадт та іншим, а також Квінсі Джонсу — відомому продюсеру-аранжувальнику Америки, котрий відкрив феномен Майкла Джексона.
Працювала над записом саундтреків до художніх фільмів та брала в них участь акторкою:
- «Ти осяюєш моє життя» Джозефа Брукса[en] (1977 рік) — виконала всі пісні головної героїні. Фільм відзначено «Оскаром» та «Золотим глобусом» за найкращу пісню[28]. Цісик також зіграла в епізодичній ролі дружки нареченої — головної героїні фільму;
- «Віз»[en] Сідні Люмета (1978 рік) — співачка дорослого хору в музичній пригодницькій адаптації «Чарівника країни Оз». Головні ролі у фільмі виконали, зокрема, Даяна Росс і Майкл Джексон;
- «Один-єдиний» Карла Райнера (1978 рік) — однойменний саундтрек до кінофільму;
- «Коло двох» Жуля Дассена (1980 рік) — однойменний саундтрек до кінофільму;
- «Ділова дівчина» Майка Ніколса (1988 рік) — бек-вокал для саундтреку «Let the River Run»[en] у виконанні Карлі Саймон.

Неодноразово брала участь у комерційних проєктах. За допомогою її витонченого співу свій імідж створювали корпорації ABC, NBC, CBS, Burger King, McDonald's, American Airlines та Delta Air Lines, Coca-Cola, Pepsi-Cola та інші. З початку 1980-х років Цісик стала однією з найдорожчих і найпопулярніших виконавиць джинґлів у США — рекламних мотивів для радіо та телебачення. 1981 року записала для компанії «Ford Motor» рекламну пісню «Have You Driven a Ford Lately?». Відтоді й аж до смерті залишалася єдиним голосом цієї автомобільної компанії. 1987 року в компанії «Ford» підрахували, що загальна кількість прослуховувань рекламної продукції Цісик склала понад 20 мільярдів слухачів — майже в чотири рази більше, ніж населення Землі на той час. Це світовий рекорд для корпоративного соліста. Також виконувала джинґли для Chevrolet, Cadillac, Toyota.
1983 року разом з матір'ю відвідала Україну — була у Львові й інших містах заходу України. Це був неафішований і перший (як і останній) раз, коли Квітка Цісик завітала до історичної батьківщини. На той час її пісні були заборонені в Україні. Візит обмежився гостюванням у приватних помешканнях. Відтак жодних концертів і творчих зустрічей (лише пізніше, у жовтні 1996 року, сестра Марія відвідала Україну з фортепіанними виступами та презентувала родину Цісиків на Міжнародному музичному фестивалі «Київ Музик Фест'96»).
Перший диск з українськими піснями «Kvitka» або «Songs of Ukraine» («Пісні України») записаний 1980 року, другий «Two colors» («Два кольори») — 1989 року. У період між записами розлучається з першим чоловіком композитором-аранжувальником Джеком Кортнером і одружується 11 червня 1983 року з інженером звукозапису Едвардом Раковічем. Однак усі троє працювали над обома українськими альбомами, у створенні яких особливо посприяв Раковіч. Завдяки своїй професійності, душевній натурі та щедрості (на запис обох альбомів витратила 200 тис. доларів) Цісик зібрала для запису альбомів 40 найкращих студійних інструменталістів Нью-Йорка, тих, кого собі не могли дозволити відомі попзірки США. Партію рояля виконувала старша сестра Марічка. Як наслідок — 2 альбоми української легкої музики. Зі слів самої Цісик, ці альбоми не були бізнес-проєктами, а скоріше родинною справою, це був подарунок для всіх українців, хоч би в якій частині світу вони жили, музика для душі, пам'ять про свою батьківщину. Співачка та її перший диск зібрали 1988 року багато нагород на фестивалі в Канаді, а 1990 року обидва альбоми номіновані на премію «Греммі» в категорії «Contemporary folk».
1989 року Квітку Цісик намагалися запросити для участі в концерті діаспори в рамках фестивалю «Червона рута»; 1992 року — в концерті з нагоди другої річниці незалежності України з піснею «Я піду в далекі гори»; пізніше були перемовини про серію концертів в Україні. Як зазначила двоюрідна сестра Квітки Цісик, співачка мала певну засторогу перед виступами на надто людних концертах, відтак це та її постійне студійне навантаження ставали перепонами в запланованих гастрольних турах, і Україною в тому числі.
Квітка Цісик планувала випустити третій україномовний альбом з колисковими або сучасними піснями, але цьому не судилося статися — її життя передчасно обірвалося. Останньою піснею, записаною Квіткою Цісик, стали «Журавлі» на слова Богдана Лепкого. Згодом пісня стала символом трагічної долі співачки:
|  | Чути кру-кру-кру В чужині помру, Заки море перелечу — Крилонька зітру… |

### Хвороба та смерть
1992 року у Квітки Цісик діагностували рак молочної залози. Щоб надихнути дружину та підняти їй настрій, Ед Раковіч розіслав через інтернет-спільноту Ukes запит з проханням написати Квітці. Ініціативу підтримала українська програма на радіо CKJS у Вінніпезі, яка повідомила слухачів, аби вони писали безпосередньо співачці або слали листівки та листи до станції, які згодом планувалося їй передати.
Почався болючий семирічний шлях терапії, Цісик продовжила наполегливо працювати: останній професійний джинґл наспівала за кілька місяців до смерті.
29 березня 1998 року в Нью-Йорку, не доживши 5 днів до 45-річчя, Квітка Цісик померла вдома в оточенні родини.
Поминальні служби пройшли по обидва боки Атлантики. 30 березня проведена невелика приватна служба у Верхньому Вест-Сайді Мангеттена. 2 квітня панахида відбулася в каплиці на Аскольдовій могилі в Києві.
Слова подяки та суму пролунали від багатьох українських об'єднань, організацій з Канади та США:
Від раку молочної залози померли також її близькі родички: 1994 року — мати Іванна, а 2003 року — старша сестра Марія.

### Родина та побут

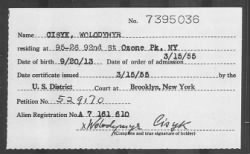
Запис про натуралізацію в США Володимира Цісика, 1955 рік.

- Батько Володимир Цісик (англ. Wolodymyr Cisyk, 20 вересня 1913 — 7 лютого 1971) — український емігрант із заходу України, родом з-під села Ліски[38] біля Коломиї, син багатодітної родини Цісиків (7 дітей: 6 братів і 1 сестра). До війни закінчив Львівську консерваторію, навчався музики в Празі й Мюнхені, був головним концертмейстером Львівської опери. Співорганізатор і викладач в Українському музичному інституті в Нью-Йорку, очільник тамтешнього струнного оркестру.

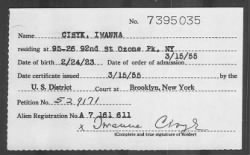
Запис про натуралізацію в США Іванни Цісик, 1955 рік.

- Мати Іванна Цісик (англ. Iwanna Cisyk, до шлюбу Лев, 24 лютого 1923 — 25 травня 1994) — українська емігрантка із заходу України, родом зі Львова, дочка львівської вчительської родини Левів (Ася — перша дитина, мала брата Василька). Матір Іванни, Софія Кандяк-Нагірна — вчителька фізики та хімії в українських закладах Львова; біологічний батько — інженер-хімік Іван Кандяк, з яким Софія розлучилася по року після народження доньки. Іванна виховувалася другим чоловіком Софії Нагірної — Василем Левом, вчителем української та польської мови в різних українських навчальних закладах Львова[39]. Родина мешкала у Львові на вулиці Пінінського, 8 (тепер вулиця Глибока).
- Старша сестра Марія Цісик (англ. Maria Christina Cisyk, 18 серпня 1945 — 6 грудня 2003) — українська емігрантка, старша донька Володимира та Іванни Цісиків. Американська піаністка, директорка Консерваторії Сан-Франциско, керівниця майстер-класів у Карнеґі-холі[30][40].
- Перший чоловік Джек Кортнер (англ. Jack Cortner, 1939) — відомий джазовий музикант, композитор-аранжувальник, продюсер. Народився у Сент-Джозеф (штат Міссурі). Навчався в Оберлінській консерваторії[en] (штат Огайо), після закінчення якої, 1960 року, подався до Нью-Йорка трубачем. З роками, розвиваючи свої музичні здібності, став одним з найвідоміших, на той час, композиторів у Нью-Йорку для музичного театру, телебачення та радіо, одним із зачинателів комерційної музики, відомої як джинґли. Керівник біг-бенду «Jack Cortner New York Big Band» (дебютний альбом 2006 року)[41].
- Другий чоловік Едвард Раковіч (англ. Edward J. Rakowicz, 19 грудня 1950[42]) — інженер звукозапису[43], співпродюсер її останнього музичного альбому та співавтор останніх її музичних записів. Засновник та президент «Clinton Recording Studios» у Нью-Йорку, у якій записувались Френк Сінатра, Боб Ділан і Брюс Спрінгстін, Пол Саймон, Тоні Беннетт, Тіто Пуенте та Ленні Кравіц, а також музичний супровід до фільмів, зокрема «Авіатор», «Дівчата мрії»[en], «Висока точність»[en][44].
- Син від Едварда Раковіча Едвард-Володимир Раковіч (англ. Edward Wolodymyr Rakowicz, жовтень 1990[45]) — академічний піаніст.

Батьки Квітки Цісик познайомилися під час Другої світової, а 18 липня 1944 року в лемківській Криниці побралися. З театралами молодята подалися до Данціга, де пережили бомбардування, та навесні наступного року повернулись до батьків разом з братом Володимира Зеноном, теж музикантом театру. Кілька місяців родина поневірялась і переховувалась від німецьких військ, що відступали, аж поки 1944 року не потрапила до табору переміщених осіб у німецькому Байройті. За рік Іванна народила першу доньку Марію.
1949 року родина виїхала до США, де Володимир 1952 року став співорганізатором й викладачем в Українському музичному інституті в Нью-Йорку, а Іванна влаштувалася до банку. 15 березня 1955 року Іванна та Володимир Цісики отримали громадянство США.
Післявоєнне життя українських емігрантських родин в Америці було важким, відтак і побут їхній не був надто вишуканим. До того ж батько-музикант всіма зусиллями намагався надати своїм донькам вищу музичну освіту. Вже з молодих літ Квітка Цісик привчилася до самостійності та, навіть навчаючись, знаходила можливості, завдяки своєму співу та музиці, підробляти. Уже в зрілому віці Квітка Цісик (Кейсі) придбала апартаменти, у яких жила з родиною, та, разом з чоловіком, володіла триповерховою студією в центрі Нью-Йорка. Ця невеличкого зросту, тендітна жінка була швидка й рухлива — «як білочка»; любила довгі кінні прогулянки за містом (мала улюбленого коня Меркурія), бавитися зі своїм схожим на маленьке ведмежа чау-чау Медьо, швидкість свого спортивного Jaguar'а. Це був її автомобіль, якому не зраджувала, хоч мала можливість їздити на всіх останніх моделях Ford'а (18 років озвучувала рекламу автомобілів Ford; компанія дарувала їй кожну нову модель машини). З народженням сина, якого назвала Едвардом-Володимиром на честь чоловіка та батька, Квітка більше уваги приділяла дитині — любила пройтися з ним безлюдним пляжем. І навіть на студійні записи нерідко брала сина.

## Творчий доробок

### Перша платівка— «Ivanku» (1970)

«Ivanku», 1970

На зламі десятиліть у 1969—1970 роках записана та видана перша вінілова платівка «Ivanku», на якій можна почути голос Квітки Цісик. Повна назва — «Іванку та інші улюблені пісні молодих українців» (англ. Ivanku and other favorite songs of young Ukrainians). Збірка українських народних і популярних пісень записана оркестром і співаками Ірени Біскуп за участю Квітки Цісик і Валдіміра — Володимира Старосольського (англ. Valdimir, Wolodymyr Starosolsky).
А1 «Гарі, гарі» / «Gari, gari» (popular scout song) — 3:42
А2 «Іванку, Іванку» / «Ivanku, Ivanku» (folk song from Lemkian region, Ukraine) — 3:59
А3 «Дощова весна» / «Spring in the rain» (BVM) — 2:09
А4 «Пливе човен» / «My love is returning» (ukrainian folksong) — 1:46
А5 «Ой верше, мій верше» / «My high mountain» (ukrainian folksong) — 3:52
В1 «Циганочка» / «Tsyhanochka» (gypsy love of mine) — 2:41
В2 «Карі очі, чорні брови» / «Unforgettable brown eyes» (ukrainian folk song) — 2:28
В3 «Тихо, тихо Дунай воду несе» / «Gently flows the Danube» (ukrainian folksong) — 3:29
В4 «Трембіта» / «Trembita» (BVM, carpathian shepherd's horn) — 1:22
В5 «Золотий лист» / «Come away» (BVM) — «Golden leaf» (ukr. lyrics by Irena Biskup) — 2:52
В6 «Заграй мі, цигане старий» / «Play, old gypsy, play» (ukrainian folk song) — 1:43

### Англомовні роботи

#### «You Light Up My Life (Original Sound Track)» (1977)
Вінілова платівка, збірка саундтреків до однойменного фільму Джозефа Брукса. Загальний час звучання — 26:18.
Цього ж року вийшов сингл з титульною піснею.
| Зовнішні медіафайли | Зовнішні медіафайли                                                                                               |
| Аудіофайли          | Аудіофайли |
| ------------------- | --- |
|                     | A1 «You Light Up My Life» — 3:35                                                                                  |
|                     | A2 «The Morning of My Life» — 1:50                                                                                |
|                     | A3 «It's a Long Way From Brooklyn» — 1:38                                                                         |
|                     | A4 «Phone Calls» (Instrumental Joseph Brooks) — 1:47                                                              |
|                     | A5 «You Light Up My Life» (Instrumental Joseph Brooks, Arranged by Dan Coates) — 3:02                             |
|                     | B1 «Rolling the Chords» — 2:52                                                                                    |
|                     | B2 «Do You Have a Piano?» — 3:32                                                                                  |
|                     | B3 «Ride to Chris's House» (Instrumental Joseph Brooks) — 0:59                                                    |
|                     | B4 «California Daydreams» (Joseph Brooks) — 3:28                                                                  |
|                     | B5 «You Light Up My Life» (Arranged by Dan Coates) — 3:35                                                         |
| Відеофайли          | |
|                     | «You Light Up My Life» (сцена з однойменного фільму; у кадрі акторка Діді Конн, яка співає голосом Квітки Цісик). |

«You Light Up My Life», 1977

1978 року пісня «You Light Up My Life» з однойменного кінофільму отримала «Оскар» у категорії «Найкраща музика, оригінальна пісня» (англ. Academy Award for Best Music, Original Song) та «Золотий глобус» у категорії «Найкраща оригінальна пісня до кінофільму» (англ. Golden Globe Award for Best Original Song — Motion Picture), а також номінувалася на нагороду «Греммі» у категорії «Пісня року» (англ. Song Of The Year). Вперше цю пісню виконала Квітка Цісик, але вся подальша слава й успіх дісталися співачці Деббі Бун, батько якої перекупив у Джо Брукса права на цю композицію.
1987 року титульна пісня отримала нагороду «Американського товариства композиторів, авторів і видавців» у категорії «Кінокомпозиція, що виконувалася на телебаченні найбільше» (англ. ASCAP Award for Most Performed Feature Film Standards on TV).

#### Деякі інші твори
- Вініловий сингл «A Woman In Love / Come To Me» (1978).

В іншому варіанті платівки була записана пісня «Come To Me» у стерео- та монозвучанні.
- «The One and Only» [Архівовано 1 Квітня 2016 у Wayback Machine.] (1978) — саундтрек до однойменного кінофільму Карла Райнера. Був виданий вініловий альбом з п'ятнадцятьма записами (титульна пісня у виконанні Квітки Цісик)[50] та сингл у двох варіантах[48]. На платівках, виданих у Великій Британії та Італії, записані пісня та її інструментальна версія. У США виданий сингл, який містив пісню в моно- та стереозвучанні: «The One And Only» [Архівовано 9 Грудня 2014 у Wayback Machine.] — 3:58.
- «When You've Got What It Takes» [Архівовано 16 Червня 2016 у Wayback Machine.] (1979) — пісня з вінілової платівки «Times Of Your Life / Songs by Up With People», присвяченої сторіччю діяльності компанії «Eastman Kodak»[52].
- «Circle of Two» [Архівовано 30 Березня 2016 у Wayback Machine.] (1980) — саундтрек до однойменного кінофільму Жуля Дассена[53].
- «You're Winning The World Over» [Архівовано 5 Квітня 2016 у Wayback Machine.] (1992) — реклама для компанії «Ford Motor».

### Українські альбоми
1990 року номіновані на премію «Греммі» в категорії «Найкращий альбом сучасної народної музики» (англ. Grammy Award for Best Contemporary Folk Album).

#### «Пісні України/ Songs of Ukraine» (1980)

«Kvitka — Songs of Ukraine», 1980

«Володимирові Цісику, скрипалеві-віртуозу, моєму незабутньому батькові присвячую цю збірку пісень».
1. «Іванку, купи ми рум'янку» / «Ivanku, Buy Me Some Camomile», музика та слова [Архівовано 26 Липня 2013 у Wayback Machine.]: народні — 3:17
2. «Пісня про рушник» / «The Rushnyk», музика: Платон Майборода, слова [Архівовано 18 Червня 2013 у Wayback Machine.]: Андрій Малишко — 5:22
3. «Стоїть гора високая» / «There is a High Mountain», музика: народна, слова [Архівовано 20 Жовтня 2013 у Wayback Machine.]: Леонід Глібов — 2:48
4. «Ой видно село» / «You Can See the Village», музика та слова [Архівовано 20 Жовтня 2013 у Wayback Machine.]: Левко Лепкий — 2:14
5. «Ой ходить сон коло вікон (колискова для Лесі)» / «Oh the Dream Is at the Window (lullaby for Lesya)», музика та слова [Архівовано 8 Грудня 2014 у Wayback Machine.]: народні — 4:17
6. «Сидить дівча над бистрою водою» / «The Girl Is Sitting at the Stream», музика та слова [Архівовано 20 Жовтня 2013 у Wayback Machine.]: народні — 2:12
7. «Бабусю рідненька» / «Oh Grandma, My Dear», музика та слова: народні — 2:28
8. «Ой казала мені мати» / «Oh My Mother Told Me», музика та слова [Архівовано 20 Жовтня 2013 у Wayback Machine.]: народні — 1:17
9. «Комарик» / «Little Gnat», музика та слова [Архівовано 20 Жовтня 2013 у Wayback Machine.]: народні — 1:40
10. «Ніч така, Господи, місячна, зоряна» / «Oh God, What a Moonlit Night», музика: народна, слова [Архівовано 20 Жовтня 2013 у Wayback Machine.]: Михайло Старицький — 3:14
11. «Гандзя» / «Handzya», музика: народна, слова [Архівовано 20 Жовтня 2013 у Wayback Machine.]: Денис Бонковський — 1:19
12. «І шумить, і гуде» / «There's a Noise, There's a Boom», музика та слова [Архівовано 20 Жовтня 2013 у Wayback Machine.]: народні — 1:00
13. «Та туман яром котиться» / «The Mist Is Floating on the Hollow», музика та слова [Архівовано 20 Жовтня 2013 у Wayback Machine.]: народні — 0:56
14. «У горах Карпатах» / «In the Carpathian Mountains», музика та слова [Архівовано 20 Жовтня 2013 у Wayback Machine.]: народні — 1:08
15. «Взяв би я бандуру» / «I Would Take a Bandura», музика: народна, слова: Віра Лебедова — 1:49
16. «Верховино» / «Verkhovyno (To the Highlands)», музика: народна, слова [Архівовано 20 Жовтня 2013 у Wayback Machine.]: Микола Устиянович — 1:50

Загальний час звучання — 36:51. Альбом записаний на A&R Studios, виданий KMC Records. Платівка та касета надійшли в продаж через українські подарункові й окремі музичні магазини, а також поштою через KMC Records за ціною 7,98 $.
Усі вокальні партії виконані Квіткою Цісик. Збірка спродюсована та записана в новій оркестровці нью-йоркським композитором-аранжувальником Джеком Кортнером за участі десятка найкращих музикантів Нью-Йорка, серед яких Стюарт Шарф (класична гітара та з металевими струнами), Кеннет Ашер (фортепіано), Пет Ребілло (челеста), Глорія Агостіні (арфа), Джей Ліонхарт та Джон Біл (бас-гітара), Рон Зіто (барабани), Сьюзен Еванс (перкусія), Джордж Мардж (флейта), Девід Недьєн (концертмейстер), Макс Еллен (диригент), Джессі Леві (віолончель). Інші особи, що працювали над створенням альбому — Майкл Делюдж (звукоінженер), Оллі Коттон (асистент звукоінженера), Трой Холдерсен і Едвард Раковіч (мастеринг аудіозапису на Clinton Recording Studios у Нью-Йорку), Барбара Кемпбелл (світлини).
З 30 червня по 3 липня 1988 року пройшов Фестиваль Західної Канади (англ. Western Canada's Festival'88) у Веґревілі (фестиваль писанки) й Едмонтоні (музичний фестиваль), у рамках якого організатори вперше в історії сучасної української музичної індустрії звукозапису вручили нагороди митцям, які зробили значний внесок у розвиток української музики за останні 20 років. Для визначення переможців було розіслано близько 400 бюлетенів об'єднанням українських митців і музикантів по всій Північній Америці. Вручення нагород відбулося 1 липня під час блискучого бенкету в голлівудському стилі, який провели відомий комік з Торонто Тед Волошин і віджей CBC Саманта Тейлор (Мирослава Луців). Велика частина цього вечора була присвячена Квітці Цісик, яка здобула чотири перші нагороди — «Найулюбленіша співачка», «Найпопулярніша платівка» та «Неперевершена продукція» (за альбом 1980 року) і «Найкраще опрацьована нетанцювальна українська народна пісня» (за пісню «Іванку…») — більше, ніж будь-який інший виконавець того вечора. Але особисто Цісик не змогла бути присутньою на цій церемонії.

#### «Два кольори/ Two Colors» (1989)

«Kvitka — Two Colors», 1989

«Присвячую поривам нескореного українського духа і його безнастанним змаганням по обидвох боках океану».
«Ця збірка пісень є бажанням мого українського серця вплести радісні нитки в розшарпане життям полотно, на якому вишита доля нашого народу».
1. «Де ти тепер» / «Where Are You Now?», музика: Ігор Шамо, слова: Борис Палійчук (переклад [Архівовано 25 Вересня 2013 у Wayback Machine.]: Дмитро Луценко) — 3:36
2. «Черемшина» / «Spring's Song», музика: Василь Михайлюк, слова: Микола Юрійчук — 4:15
3. «Коломийка» / «A Dance», музика і слова [Архівовано 25 Вересня 2013 у Wayback Machine.]: народні — 2:36
4. «Тече річка» / «The River Flows», музика і слова [Архівовано 25 Вересня 2013 у Wayback Machine.]: народні — 3:06
5. «При ватрі» / «A Campfire at Dusk», музика: Юрій П'ясецький, слова: Юрій Старосольський — 3:08
6. «Я піду в далекі гори» / «I Will Go to the Distant Hills», музика і слова [Архівовано 25 Вересня 2013 у Wayback Machine.]: Володимир Івасюк — 6:17
7. «Ой заграли музики» / «Musicians Are Playing», музика і слова [Архівовано 25 Вересня 2013 у Wayback Machine.]: народні — 3:04
8. «Два кольори» / «Two Colors», музика: Олександр Білаш, слова: Дмитро Павличко — 5:11
9. «Коханий» / «My Beloved», музика: Ігор Білозір, слова [Архівовано 25 Вересня 2013 у Wayback Machine.]: Петро Запотічний — 4:17
10. «Верше, мій верше» / «A Song to the Hill», музика і слова [Архівовано 25 Вересня 2013 у Wayback Machine.]: народні — 5:01
11. «Колись дівчино мила» / «The Nightingale», музика і слова [Архівовано 25 Вересня 2013 у Wayback Machine.]: народні — 2:00
12. «І снилося» / «A Young Girl's Dream», музика і слова [Архівовано 25 Вересня 2013 у Wayback Machine.]: народні — 1:24
13. «На городі керниченька» / «The Well», музика і слова [Архівовано 25 Вересня 2013 у Wayback Machine.]: народні — 0:43
14. «Ой не світи місяченьку» / «A Song to the Moon», музика і слова [Архівовано 7 Липня 2014 у Wayback Machine.]: народні — 2:05
15. «Журавлі» / «The Cranes Are Flying», музика: Левко Лепкий, слова [Архівовано 3 Лютого 2016 у Wayback Machine.]: Богдан Лепкий — 4:15

Загальний час звучання — 51:27. Альбом записаний на Clinton Recording Studios за 7 ночей на початку весни 1989 року; виданий KMC Records. Цей реліз став першим українським альбомом, який був повністю записаний у цифровому форматі. Касета за ціною 10,98 $ та компакт-диск за ціною 15,98 $ надійшли в продаж через Yevshan Corporation у місцеві українські магазини, а також поштою через KMC Records.
Усі вокальні партії виконані Квіткою Цісик та записані наживо з групою музикантів. Додатковий вокал та інструменти були накладені протягом наступних 11 сесій. Альбом спродюсований Едвардом Раковічем (також виконавчий продюсер; цифровий запис і мікшування на Clinton Recording Studios у Нью-Йорку) та відомим нью-йоркським композитором-аранжувальником Джеком Кортнером, який створив нову оркестровку для пісень. У її записі взяли участь близько 30 сесійних музикантів, серед яких Стюарт Шарф (класична та акустична гітари), Марія Цісик (соло на фортепіано), Рон Зіто (барабани), Джон Біл (акустична бас-гітара), Кеннет Ашер (фортепіано), Пет Ребілло (челеста), Маргарет Росс (арфа), Сьюзен Еванс (перкусія), Джеймі Лоуренс (синтезатори), Едді Деніелс (соло на кларнеті), Макс Еллен (концертмейстер), а також групи струнних інструментів — скрипка (13 музикантів), альт (4 музиканти), віолончель (3 музиканти). Інші особи, що працювали над створенням збірки — Марк Конрад, Джекі Браун, Ніл Діньон і Трой Холдерсен (усі асистенти), Деббі Монсі (координатор альбому), Bustergraphics / Карен Мінстер (дизайн), Джек Резніцкі (фото з обкладинки альбому).

#### Авторські права
Усі авторські права на обидва україномовні альбоми Квітки Цісик — «Songs of Ukraine» (Copyright 1980) і «Two Colors» (Copyright 1989), належать KMC Records Inc. Ця рекордингова компанія заснована 1980 року в Нью-Йорку Квіткою Цісик як філія та власність Kacey Music Corp. (діяла між 1976 та 1993 роками; припинила свою діяльність після об'єднання з іншою компанією). На 2013 рік KMC Records Inc. була дочірньою компанією Clinton Recording Studios Inc., засновником і президентом якої свого часу став Едвард Раковіч. Мета компанії — виробництво, поширення та продаж записів співачки. Всі інші компанії чи організації мають право продукувати, копіювати або поширювати ці записи за умови отримання письмового дозволу від KMC Records Inc. Наразі копії записів цих альбомів можна придбати через авторизованих дистриб'юторів KMC Records Inc. або на офіційному вебсайті Квітки Цісик. Також компанією планується за кошти, зібрані від продажів цих двох альбомів, поширити раніше не видані музичні записи у виконанні Квітки.

### Співпраця
За роки професійної діяльності Квітка Цісик співпрацювала з багатьма митцями, переважно джазовими, беручи участь у записі музичних проектів як вокалістка, бек-вокалістка:
| Артист                           | Альбом                                         | Лейбл                   | Рік  | Жанр                | Участь           | Примітка                              |
| -------------------------------- | ---------------------------------------------- | ----------------------- | ---- | ------------------- | ---------------- | ------------------------------------- |
| Irena Biskup orchestra & singers | «Ivanku»                                       | Midney Records          | 1970 | Фольк, поп          | Вокал, бек-вокал | Треки: А1, А2, B1, B3, B5 (бек-вокал) |
| Galdston & Thom                  | «American Gypsies»                             | Warner Bros. Records    | 1977 | Рок                 | Бек-вокал        |                                       |
| Neal Fox                         | «A Painting»                                   | RCA Victor              | 1977 | Рок                 | Бек-вокал        |                                       |
| Джозеф Брукс                     | «You Light Up My Life (Original Sound Track)»  | Arista Records          | 1977 | Саундтрек           | Вокал, бек-вокал | Треки: А1—А3, B1, B2, B5              |
| Патрік Вільямс                   | «The One And Only (Original Motion Picture)»   | ABC Records             | 1978 | Саундтрек           | Вокал            | Треки: А1                             |
| Збірка                           | «The Wiz (Original Soundtrack)»                | MCA Records             | 1978 | Саундтрек           | Хор              |                                       |
| Збірка                           | «Times Of Your Life / Songs by Up With People» | Eastman Kodak           | 1979 | Джаз, рок           | Вокал            | Треки: А3                             |
| Боб Джеймс                       | «Sign Of The Times»                            | Tappan Zee / Columbia   | 1981 | Джаз-рок            | Вокал            |                                       |
| Боб Джеймс                       | «All Around the Town»                          | Tappan Zee / Columbia   | 1981 | Джаз-рок            | Вокал            |                                       |
| Квінсі Джонс                     | «The Dude»                                     | A&M Records             | 1981 | Ритм-енд-блюз, джаз | Вокал, бек-вокал |                                       |
| Девід Сенборн                    | «Voyeur»                                       | Warner Bros. Records    | 1981 | Джаз                | Вокал, бек-вокал |                                       |
| Spyro Gyra                       | «Freetime»                                     | MCA Records             | 1981 | Джаз                | Бек-вокал        |                                       |
| Дейв Валентин                    | «Pied Piper»                                   | GRP Records             | 1981 | Джаз                | Бек-вокал        | Треки: А1                             |
| Агнета Бауманн                   | «I Am an Illusion»                             | RCA Victor              | 1981 | Джаз                | Бек-вокал        | Треки: А5, B4                         |
| Роберта Флек                     | «I'm the One»                                  | Atlantic Records        | 1982 | Ритм-енд-блюз, соул | Вокал, бек-вокал |                                       |
| Бі Бі Кінг                       | «Love Me Tender»                               | MCA Records             | 1982 | Блюз                | Бек-вокал        |                                       |
| Майкл Френкс                     | «Objects of Desire»                            | Warner Bros. Records    | 1982 | Джаз                | Бек-вокал        |                                       |
| Майкл Френкс                     | «Passionfruit»                                 | Warner Bros. Records    | 1983 | Джаз                | Бек-вокал        |                                       |
| Марвін Штам                      | «Stammpede»                                    | Palo Alto Records       | 1983 | Джаз                | Вокал            |                                       |
| Майкл Джонсон                    | «Lifetime Guarantee»                           | EMI America Records     | 1983 | Рок, поп            | Бек-вокал, соло  | Треки: B2, B4                         |
| Dámaris Carbaugh                 | «Damaris»                                      | Columbia                | 1984 | Фанк, соул          | Бек-вокал        | Треки: А2—А5, B2, B3                  |
| Майкл Френкс                     | «Skin Dive»                                    | Warner Bros. Records    | 1985 | Джаз                | Бек-вокал        |                                       |
| Майкл Френкс                     | «The Camera Never Lies»                        | Warner Bros. Records    | 1987 | Джаз                | Бек-вокал        |                                       |
| Карлі Саймон                     | «Greatest Hits Live»                           | Arista Records          | 1988 | Рок                 | Бек-вокал        |                                       |
| Збірка                           | «Goya: A Life in Song»                         | CBS Records Inc.        | 1988 | Класика, поп        | Бек-вокал        |                                       |
| Збірка                           | «Working Girl (Original Soundtrack Album)»     | Arista Records          | 1989 | Саундтрек           | Бек-вокал        |                                       |
| Керол Кінг                       | «City Streets»                                 | Capitol Records         | 1989 | Рок                 | Бек-вокал        |                                       |
| Мішель Каміло                    | «On the Other Hand»                            | Epic Records            | 1990 | Джаз                | Вокал, бек-вокал |                                       |
| Садао Ватанабе                   | «Earth Step»                                   | Verve Forecast Records  | 1993 | Джаз                | Бек-вокал        |                                       |
| Вулиця Сезам                     | «Sesame Road»                                  | Golden Records          | 1993 | Музика для дітей    | Вокал, голос     |                                       |
| Flying Monkey Orchestra          | «Back In The Pool»                             | Monkeyville Records     | 1993 | Джаз, рок           | Хор, вокал       |                                       |
| Збірка                           | «Soap Opera's Greatest Love Themes», Vol. 3    | Scotti Brothers Records | 1994 | Саундтрек           | Вокал            | Треки: 5                              |
| Flying Monkey Orchestra          | «Mango Theory»                                 | Monkeyville Records     | 1995 | Джаз, рок           | Вокал            | Треки: 2, 3, 10, 11                   |

## Вшанування пам'яті

### У літературі
У вересні 2010 року видавництво «Ярославів Вал» (Київ) надрукувало роман «Коростишівський Платонов» Олександра Клименка, головною героїнею якого поряд з Андрієм Платоновим, Ернестом Хемінгуеєм, Сергієм Курьохіним є Квітка Цісик. У книзі розміщено вірш-присвяту співачці, надрукований також у поетичній збірці письменника «Про дерева і левітацію».
2010 року вийшла друком книга коломийської поетеси Юстинки-Юлії Долінської «Ліски — квітка України» з віршем «Посвята Квітці Цісик».
Письменниця Тоня Білоус написала вірш «Я — квітка», який присвятила Квітці Цісик. Вірш опублікований у книзі «Психопатка», яка побачила світ у Києві 2013 року.
Українська письменниця Тетяна Череп-Пероганич написала п'єсу-монолог у віршах «Квітка Цісик. Туга за Україною». Твір опублікований у книзі «Осінь дорослої жінки», яка 2016 року вийшла в київському видавництві «Український письменник».
Роман Горак. «Журавлі відлетілі… Есеї про Квітку Цісик та її рід». — Львів: Апріорі, 2018. 400 с. ISBN 978-617-629-458-0.

### У театрі
8 жовтня 2017 року на Камерній сцені імені Сергія Данченка Національного академічного драматичного театру Імені Івана Франка відбулася прем'єра театральної вистави «Я — Квітка» — музичного монологу-притчі на одну дію на вірші Тетяни Череп-Пероганич. Режисер-постановник — Валерій Невєдров, роль Квітки Цісик зіграла Вікторія Васалатій.
В травні 2018 року ця вистава відбулася двічі — в містах Дніпрі й Києві.

### Україна

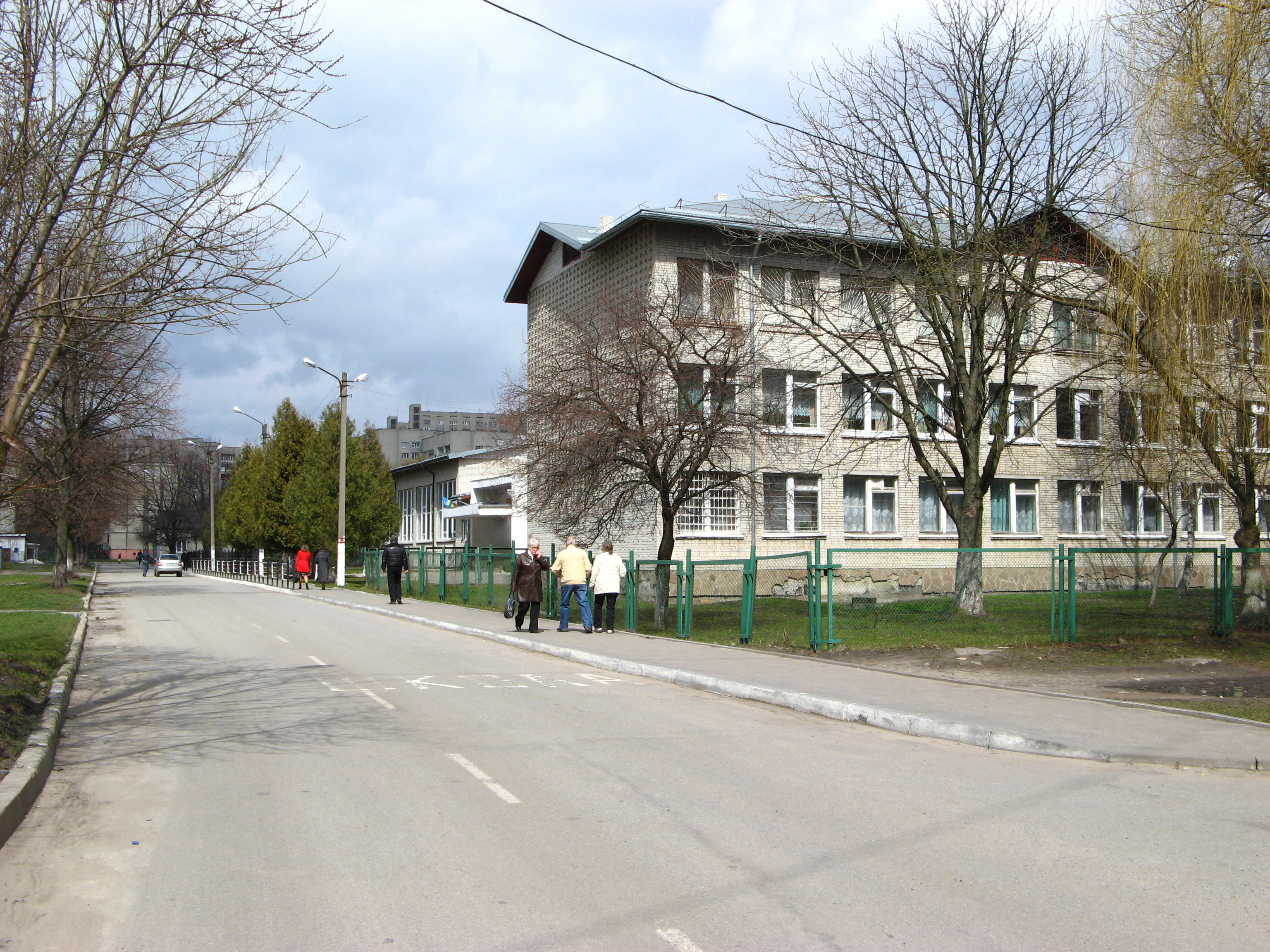
Вулиця Квітки Цісик і школа № 54 у Львові, де розміщений музей співачки.

Пам'ятний знак на честь Квітки Цісик. Подвір'я середньої школи № 54, що на вул. Квітки Цісик у Львові

20 жовтня 2008 року в Українському домі відбувся творчий вечір «Незабутня Квітка», присвячений пам'яті співачки, учасниками якого стали Ніна Матвієнко та її донька Антоніна, оперна діва Марія Стефюк, поп-співачка Марія Бурмака, фронтмен гурту «Воплі Відоплясова» Олег Скрипка та скрипаль-віртуоз Сергій Охрімчук.
3 квітня 2009 року в Національному академічному українському драматичному театрі ім. Марії Заньковецької у Львові відбувся вечір пам'яті Квітки Цісик. Це був перший українсько-американський проект такого рівня в Україні, присвячений співачці. В межах вечора пам'яті відбулася церемонія перейменування вулиці Конопляної, що сполучає вулиці Авраама Лінкольна та Миколи Хвильового, на честь Квітки Цісик. 7 травня 2010 року під час сесії до Дня міста депутати Львівської міської ради одноголосно прийняли ухвалу про вулицю Квітки Цісик. Урочисте відкриття вулиці відбулося 25 червня 2010 року.
22 січня 2010 року, в День соборності України, у Львові на будинку № 8 по вулиці Глибокій, у якому до 1944 року мешкала родина Левів, відбулося урочисте відкриття меморіальної дошки, присвяченої Квітці Цісик. Подію освятив о. Микола Коваль — настоятель Святопокровського храму міста Бібрки.
3 грудня 2010 року зареєстрований львівський підготовчий дівочий юнацький пластовий курінь «Квітки Цісик». Юнацькі курені є виховною спільнотою пластової молоді у віці від повних 11 до повних 18 років.
З 1 по 3 квітня 2011 року відбувся Міжнародний конкурс українського романсу імені Квітки Цісик у Львові в рамках українсько-американського проекту «Незабутня Квітка». Гран-прі здобула Оксана Муха (Львів), нагороду глядацьких симпатій отримала Христина Махно (США), нагороду «Квітка надії» як наймолодша учасниця — Тетяна Лаврів (Івано-Франківськ). Під час конкурсу оголосили про присвоєння імені Квітки зірці в сузір'ї Овна. Відповідні сертифікати передали представникам української та американської родини — племінниці Марті Качмар-Цісик (Львів) і чоловікові Квітки — Еду Раковічу (США). У межах конкурсу відбулося висаджування в Саду світового українства на території Музею народної архітектури і побуту дерев Квітки Цісик (яблуні та калини) та відкриття в приміщенні середньої школи № 54 на вул. Квітки Цісик кімнати-музею співачки, до якого передані її особисті речі. 20 жовтня більшість особистих речей Квітки Цісик передані до музично-меморіального музею Соломії Крушельницької.
2011 року створена благодійна громадська організація «Незабутня Квітка», мета якої — популяризація українського пісенного мистецтва, творчості Квітки Цісик, збір фондів для купівлі пересувного мамографа для віддалених районів Львівщини та профілактики онкологічних захворювань.
2012 року художник Олег Шупляк присвятив співачці символічну композицію «Мальви для Квітки Цісик».
12 березня 2013 року Львівський національний академічний театр опери та балету імені Соломії Крушельницької провів Благодійний гала-концерт на вшанування Квітки Цісик. Кошти від продажу квитків були спрямовані на закупівлю мамографічного обладнання для Львівського обласного онкоцентру.
До 60-ї річниці з дня народження співачки телеканал «Інтер» зняв документальний фільм «Квітка. Голос у єдиному екземплярі». Автори фільму намагалися дослідити феномен співачки. Про неї розповідають рідні та близькі: чоловік Ед Раковіч, син Едді, родина зі Львова, люди, які з нею працювали, її шанувальники. Допрем'єрний показ стрічки відбувся 4 квітня 2013 року в Києві, Львові, Тернополі, Івано-Франківську, Одесі, Луганську та Чернівцях. 5 квітня фільм демонструвався в ефірі телеканалу «Інтер».
26 жовтня 2013 року в Києві відбувся шостий Благодійний бенкет на підтримку Українського католицького університету. Серед лотів аукціону експонувалася ексклюзивна картина Михайла Демцю «Я піду в далекі гори», присвячена Квітці Цісик, яку він створив спеціально для благодійного бенкету. Залучені кошти планувалося використати на встановлення щорічної стипендії Квітки Цісик для студентів університету. Музична частина бенкету також була натхненна Квіткою Цісик — співачка Оксана Муха виконували пісні Квітки.
20 вересня 2014 року в селі Ліски, що на Коломийщині, пройшов VII літературно-мистецький фестиваль імені Квітки Цісик, де звучали пісні з репертуару Квітки Цісик, авторська пісня, а також поезія, есеїстика, проза. У фестивалі брали участь заслужена артистка України Анжеліка Рудницька; літератори зі Львова, Києва, Чернівців; Івано-Франківщину представили письменники на чолі із головою обласної організації НСПУ Євгеном Бараном. Організаторами фестивалю цього року заснована іменна медаль Квітки Цісик. Першими лауреатами стали оперна співачка Оксана Ярова та телеведуча, співачка Анжеліка Рудницька.
4 квітня 2015 року в Одеському оперному театрі в рамках українсько-американського проекту «Незабутня Квітка» відбувся концерт пам'яті Квітки Цісик, який зібрав українських виконавців і гостей з-за кордону, родичів співачки. Частина коштів від проданих квитків перерахована Одеському обласному онкологічному диспансеру.
У селі Ліски, поблизу Коршева, на Циганському Горбі — приватному обійсті поета Ярослава Ясінського — в 2017 році, під час 10-го літературно-мистецького фестивалю імені Квітки Цісик у старій школі, у якій, за переказами, свого часу гостював митрополит Андрей Шептицький, в одній з реставрованих кімнат школи відкрито другий в Україні музей Квітки Цісик.
21 грудня 2017 року львівська міська рада надала ім'я Квітки Цісик середній загальноосвітній школі № 54 після проведення зборів трудового колективу з представниками батьківського комітету школи та громадського обговорення.
До 65-річчя Квітки Цісик навесні 2018 року Оксаною Мухою, володаркою Гран-прі I-го Міжнародного конкурсу українського романсу імені Квітки Цісик, запланований концертний тур містами заходу України «Kvitka: Два кольори» в рамках соціально-культурного проекту «Дякую тобі, Квітко». У програмі концертів — виконання найкращих пісень із репертуару Квітки Цісик в автентичних і оригінальних аранжуваннях у супроводі оркестру та рок-групи. 14 квітня в рамках туру відбувся концерт в Івано-Франківському обласному музично-драматичному театрі. 4 травня — концерт у Луцьку.
24 квітня 2018 у Львові, на території СЗШ № 54, названої на честь Квітки Цісик, відбулась урочиста академія з нагоди її 65-річчя.
У березні 2019 року в Харкові стартував українсько-американський благодійний проект «Незабутня Квітка», під час якого відбудуться художні та театральні акції з метою збору коштів на придбання пересувного мамографу для Харківського обласного онкологічного центру.
У квітні 2019 року Оксана Муха перемогла у дев'ятому сезоні талант-шоу «Голос країни», виконуючи, зокрема, пісні Квітки Цісик.
З 2019 року в Україні триває робота над біографічним мюзиклом «Квітка. Я до тебе йду». Він розповість, зокрема, про перший і єдиний візит Квітки Цісик 1983 року до Львова. Прем'єру стрічки планують до кінця 2025 року або наступного року — до дня народження співачки.
11 липня 2022 року у Тернополі депутати на позачерговій сесії міської ради підтримали рішення про перейменування вулиць, що містили російське або радянське походження. Зокрема, вулиця Михайла Ломоносова отримала нову назву — вулиця Квітки Цісик.
21 вересні 2022 року у Дніпрі вулицю Гулі Корольової було перейменовано на вулицю Квітки Цісик.
28 березня 2023 року з нагоди 70-річчя з дня народження Квітки Цісик у центральній районній бібліотеці Святошинського району Києва «Свічадо» відбулася мистецька імпреза «Квітка Цісик. Туга за Україною» за участі письменниці, журналістки, громадської діячки Тетяни Череп-Пероганич і співачки, хорової диригентки, студентки Національної музичної академії України Олександри Стецюк.
У червні 2024 року в Дніпрі, на вулиці Квітки Цісик, 7, створений мурал, присвячений співачці.

### Канада
31 травня 1998 року в українському православному соборі Покрови Пресвятої Богородиці (англ. St. Mary the Protectress Ukrainian Orthodox Cathedral) у Вінніпезі відбулась панахида та поминальна служба за Квіткою Цісик.
2010 року вийшов альбом співачки Терези Сокирки, присвячений пам'яті виконавців Квітки Цісик та Володимира Івасюка. Цей реліз — збірка українських пісень у сучасній обробці.

### США
1998 року для вшанування пам'яті про Квітку Цісик, її таланту в нью-йоркській Рудольф-Штайнер-Скул засновано Меморіальний благодійний фонд (англ. New York Steiner School Foundation in Memory of Kacey Cisyk-Rakowicz) на підтримку музичних програм для обдарованих дітей.
17 травня 1998 року в церкві Св. Варфоломія (англ. St. Bartholomew's Episcopal Church) у Нью-Йорку відбулась поминальна служба за Квіткою Цісик та вечір пам'яті.
2007 року піаністом і продюсером Алексом Ґутмахером, колишнім одеситом, емігрантом з України, започаткований українсько-американський проект «Незабутня Квітка», присвячений життю та творчості Квітки Цісик. У січні 2008 року в Нью-Йорку, у Брукліні, у будівлі, відомій як дім Давидзон Радіо — AM радіостанції, що підтримує іммігрантів, відбувся перший вечір. Усі виконавці та присутні в залі — недавні іммігранти з України. Наступні мистецькі вечори-спогади, присвячені Квітці Цісик, відбулися цього ж року в Лінденхерсті, Філадельфії та 29 березня в Нью-Йорку в «Українському музеї». Спонсор усіх вечорів — Українсько-американська координаційна рада (УАКР, УАКРада).
29 березня 2008 року в «Українському музеї» Нью-Йорка до 10-ї річниці смерті відбувся спеціальний концерт, присвячений пам'яті Квітки Цісик. Серед присутніх було багато людей з тих, хто знав співачку особисто, товаришував з нею, члени родини, чоловік Едвард Раковіч, син Едвард-Володимир, шанувальники її таланту. Вечір-спогад відбувся як літературно-музична композиція, головною темою якої була біографія Квітки — «спогади про її родину, батька й маму, сестру Марію, перші кроки у світі американської музики, її захоплення, родинне життя». Всі ці етапи життя були подані в мистецькій інтерпретації ведучої цього вечора Світлани Махно. Мая Лев підготувала фільм про Квітку.
Навесні 2009 року Міністерство культури і туризму України презентувало в рамках III Фестивалю української культури Міжнародний мистецький фестиваль-конкурс української пісні пам'яті Квітки Цісик «Квітка».
На згадку про старшу сестру Марію засновано Фонд «Адже життя прекрасне», який збирає кошти на закупівлю мамографічного обладнання для України.

### Слухати пісні
- Квітка Цісик. Трояндова колекція на YouTube
- Квітка Цісик. Улюблені Пісні Kasey Cisyk Favorite songs на YouTube
- Квітка Цісик. Пісні у виконанні співачки